# Кен Уортън
Кен Уортън (на английски: Ken Wharton) е бивш британски автомобилен състезател, пилот от „Формула 1“. Роден на 23 март 1916 година в Сметуик, Англия.

## Формула 1
Кен Уортън прави своя дебют във Формула 1 в Голямата награда на Швейцария през 1952 година. В световния шампионат записва 16 състезания като печели три точките, състезава се с частни коли Фрейзър-Неш и Купър и за отборите на БРМ и Вануол.